# La Presse (France)
Pour les articles homonymes, voir La Presse.
La Presse est un quotidien français lancé en 1836 par Émile de Girardin. Avec Le Siècle, c'est le premier des grands quotidiens populaires français.

## Histoire

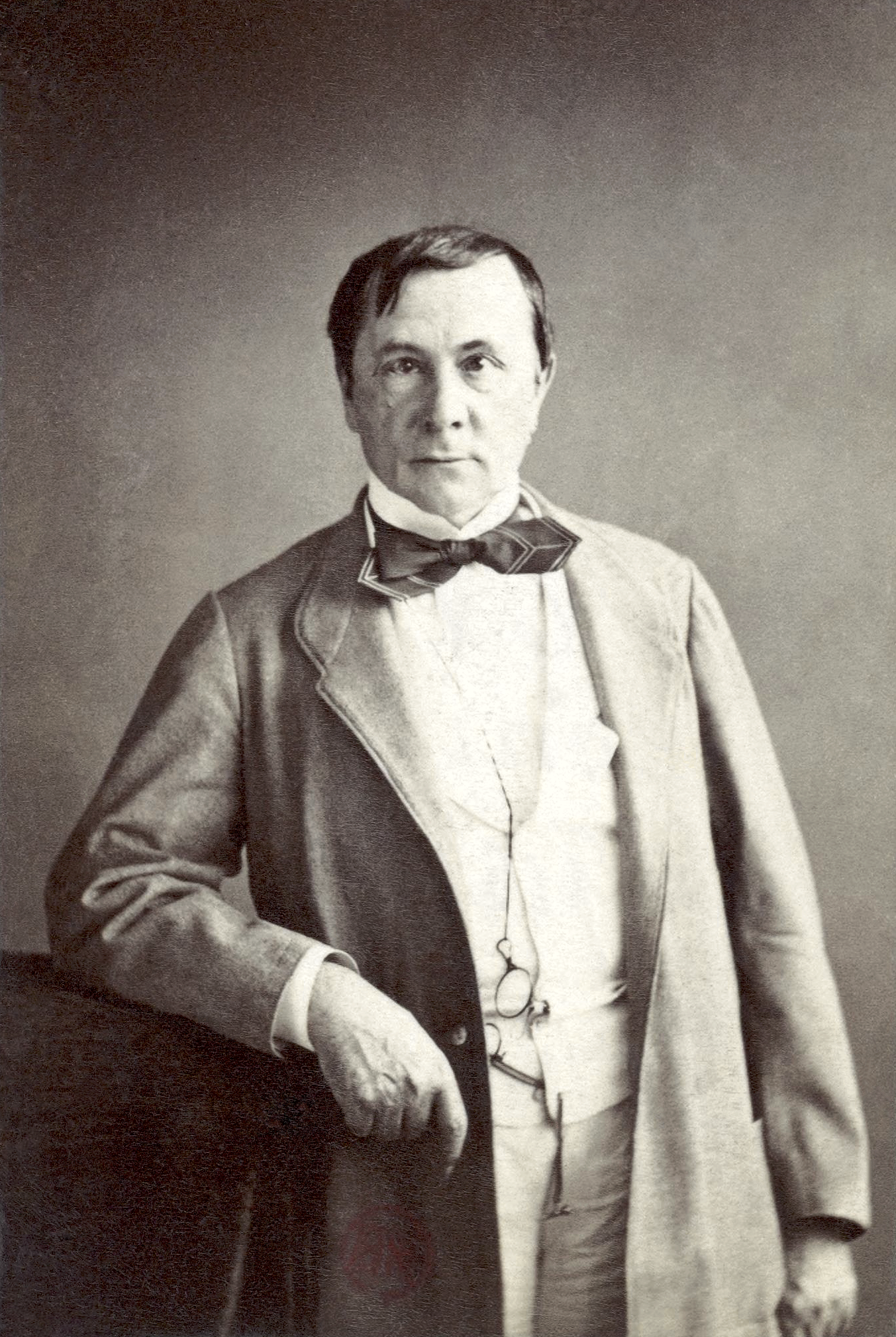
Émile de Girardin photographié par Nadar.

### Début auXIXesiècle
C'est le 1er juillet 1836 que paraît pour la première fois, en kiosque, La Presse, Journal quotidien, politique, littéraire, agricole, industriel et commercial (un numéro modèle avait paru le 15 juin). Dès 1831, Girardin avait lancé Le Journal des connaissances utiles, et il avait donné de La Presse cette définition :

« Un journal qui occupe parmi les journaux français la place de Times en Angleterre et qui assiste le gouvernement sans être dans la dépendance d'aucun cabinet. »

 Il souhaitait se placer en dehors de la politique et créer un quotidien dans lequel la publicité jouerait un aussi grand rôle que la rédaction.
Il s'opposait ainsi aux journaux de parti, réservés à un petit nombre de lecteurs, et produisit du même coup une presse grand public en divisant par deux le prix de l'abonnement, qui passa de 80 à 40 francs, soit deux sous le numéro. Le manque à gagner étant compensé par les annonceurs auxquels il ouvrit les colonnes du journal.
Le succès fut immédiat, d'abord grâce à son moindre coût, mais aussi grâce à la formule du roman feuilleton et à la pré-publication de romans à paraître tels que La Vieille Fille de Balzac, paru le 23 octobre 1836 dans le no 103 du quotidien, et provoqua un scandale. Mais Girardin avait des opposants nombreux et connut trois années difficiles à la suite desquelles il s'associa au banquier Alexandre Dujarrier. Dès lors, le tirage qui était de 13 483 exemplaires passa à 63 000. À la veille de la révolution de 1848, Girardin n'était pas encore dans l'opposition, mais dès que le général Cavaignac rétablit le cautionnement autrefois exigé des journaux, il entra en lutte contre le gouvernement et se retrouva à La Conciergerie le 25 juin 1848. Suspendue, La Presse reparut dès le mois d'août suivant.

### Déclin auXXesiècle
Le 10 mai 1927, le journal titre : « Nungesser et Coli ont réussi ! » en se basant sur des dépêches non vérifiées alors que leur avion a disparu pendant leur tentative de traversée de l’Atlantique. Le quotidien invente même des détails de l'arrivée et l'attitude des deux aviateurs lors de leur arrivée à New York alors que ces derniers ont disparu en mer. Ces fausses informations concernant cette traversée avortée vont entraîner une désaffection des lecteurs, puis la faillite du journal dans les années 1930. Il réapparait comme hebdomadaire en 1945 mais disparait définitivement en 1953,.

## Méandres politiques

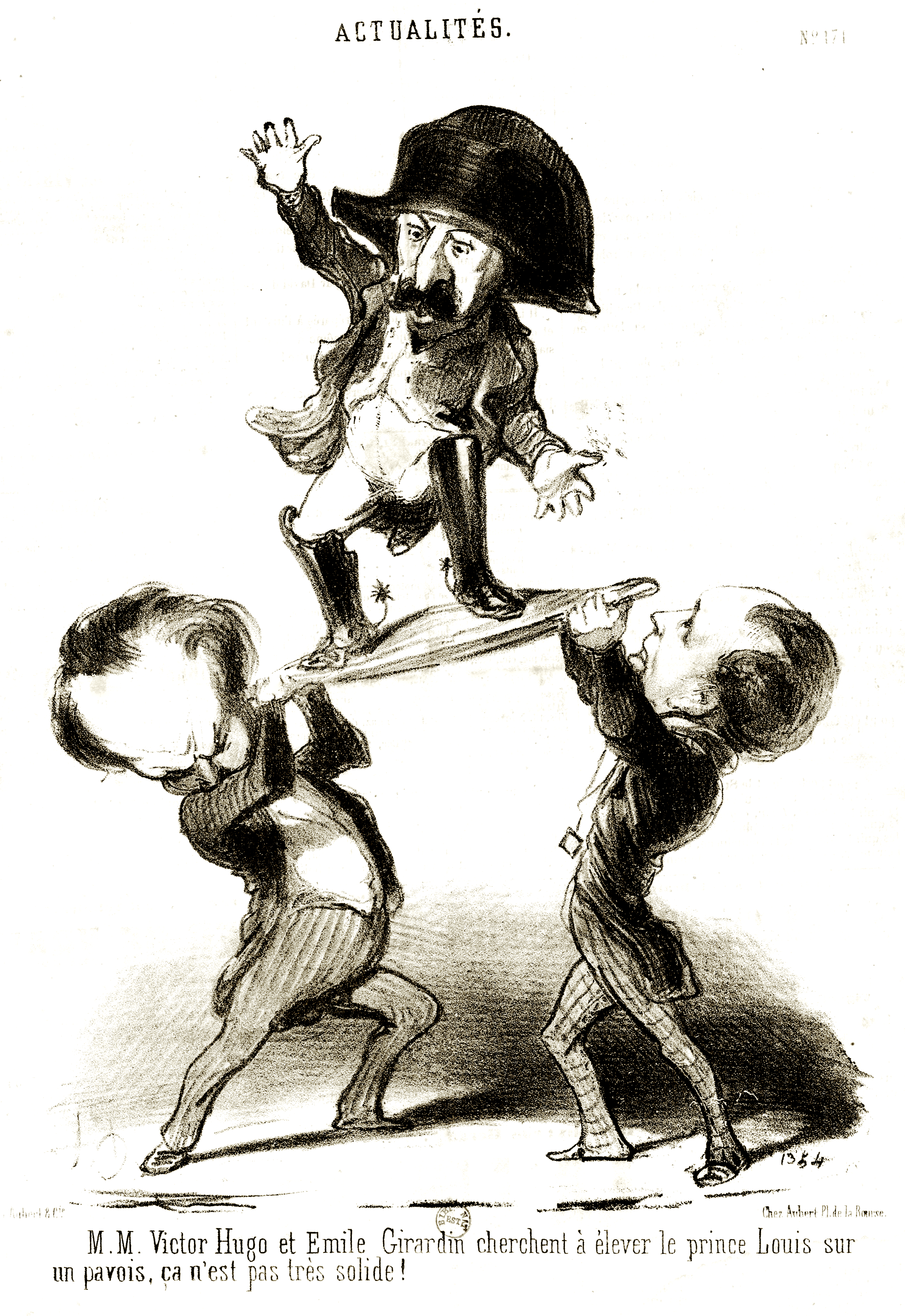
MM. Victor Hugo et Émile Girardin cherchent à élever le prince Louis sur un pavois, ça n'est pas très solide ! Caricature de Daumier en 1848.

La Presse a successivement soutenu une chose et son contraire. Ainsi en 1848, le journal de Girardin appuya la candidature de Louis-Napoléon Bonaparte à la présidence de la République, mais dès le coup d'État de 1851, Émile de Girardin menacé dut se réfugier à Bruxelles. Lorsqu'il revint en 1852 il reprit la direction du journal dont les ventes se remirent à monter lorsqu'il se déclara : conservateur progressiste. Puis lorsque le journal risqua d'être supprimé, il vendit sa participation à Moïse Polydore Millaud, fondateur du Petit Journal.
À partir de là, La Presse passa entre de nombreuses mains : Auguste Nefftzer (1856-57), Félix Solar, Alphonse Peyrat, Adolphe Guéroult de Mirès, Arsène Houssaye. Lorsqu'il reprit le journal en main, Girardin espérait beaucoup du libéralisme de l'empereur. Il est encore déçu et La Presse doit suspendre sa publication pendant la Commune. Lorsque le journal reparut sous la direction de La Guéronnière, c'était devenu une publication bonapartiste, voire conservatrice.

## Contributeurs

### Les collaborateurs
Girardin s'adressa à Victor Hugo, Alexandre Dumas,, Frédéric Soulié et Eugène Scribe. Il confia à Théophile Gautier le rôle de critique d’art. Son premier article a pour sujet les Peintures de la Chambre des Députés, de Delacroix. Gautier fit également fonction de critique dramatique et signa des articles avec Gérard de Nerval.
La propre épouse d’Émile de Girardin, Delphine de Girardin, signa les brillants Courriers de Paris du pseudonyme de vicomte de Launay. L'Italien Ferdinando Petruccelli della Gattina était un célèbre correspondant du journal.

### Les romanciers
- 1836 : La Vieille Fille, Balzac.
- 1837 : La Maison Nucingen, Balzac.
- 1839 : Les Secrets de la princesse de Cadignan, Balzac
- 1839 : Le Curé de village, Honoré de Balzac.
- 1840 : Un ménage de garçon, publication partielle du texte de Balzac qui deviendra en 1843 : La Rabouilleuse.
- 1841 : Mémoires d'une jeune femme, publication en deux parties dont l’une : Sœur Marie des Anges, resta ensuite à l’état d’ébauche reliée à la Comédie humaine, l’autre paraît en volume en 1842 sous le titre Mémoires de deux jeunes mariées.
- 1844 : Un Gaudissart de la rue de Richelieu de Balzac, qui deviendra Gaudissart II.
- 1847 : La Dernière Incarnation de Vautrin, Balzac. Une des versions de Splendeurs et misères des courtisanes.
- d'octobre 1848 à 1850 : les Mémoires d'outre-tombe de Chateaubriand y sont publiés.
- 1849 : Alphonse de Lamartine fait paraître Confidences.
- 1854 : George Sand publie Histoire de ma vie[3].

### Les feuilletonistes
- 1863-1865 : La San Felice, Alexandre Dumas, il y publie également ses récits de voyage[3].
- Théophile Gautier avec Noël Parfait[10], puis Paul de Saint-Victor y signent le feuilleton dramatique[3].
- Eugène Sue[3] y publie notamment en 1840-1841 son premier grand roman-feuilleton à succès : Mathilde, Mémoires d'une jeune femme.